# 安东尼奥·达马西奥
安东尼奥·达马西奥（1944年2月25日—）是一位葡萄牙裔美国神经科学家，南加州大学和索尔克研究所教授，2005年与其妻子安娜·达马西奥共同获得阿斯图里亚斯亲王奖的科学技术奖，主要作品有《感受与认知——让意识照亮心智》（Feeling and Knowing: Making Minds Conscious）等。